# Великий злий лис та інші історії
«Великий злий лис та інші історії» (фр. Le Grand Méchant Renard et autres contes...) — франко-бельгійський анімаційний фільм 2017 року, знятий режисерами Патріком Імбером і Бенжаміном Реннером. Прем'єра фільму відбулася 15 червня 2017 року на Міжнародному фестивалі анімаційних фільмів в Аннесі. Фільм здобув Премію «Люм'єр» як найкращий анімаційний фільм та французьку національну кінопремію «Сезар» у категорії «Найкращий анімаційний фільм» .
Стрічка складається з трьох окремих сюжетів: «Доставити дитину» (фр. Un bébé à livrer), «Великий злий лис» (фр. Le Grand Méchant Renard) та «Ми повинні врятувати Різдво» (фр. Il faut sauver Noël).

## Синопсис
На перший погляд може здаватися, що в сільській місцевості все тихо та гладко, та це не так. Насправді сільське життя сповнене неймовірними подіями і пригодами. Наприклад, одного разу перелітна лелека підкидає кроликові й поросяті дитинча з проханням доставити його за адресою. Іншого дня лис мимоволі стає квочкою для трьох курчат, які кличуть його мамою та вимагають турботи. А вже як справа доходить до Різдва, тут веселощі охоплюють усю ферму й навколишні ліси.

## Актори озвучення
| • Селін Ронте       |
| • Борис Релінже     |
| • Гійом Бушед       |
| • Гійом Дарно       |
| • Дам'єн Вітецка    |
| • Антуан Шумський   |
| • Жан-Лу Горвітц    |
| • Крістоф Лемуан    |
| • Магалі Розенцвейг |
| • Камел Абдессадок  |

## Знімальна група
- Автор сценарію — Бенжамін Реннер, Жан Реньо
- Режисер-постановник — Патрік Імбер, Бенжамін Реннер
- Продюсер — Дамієн Брюннер, Дідьє Бруннер, Венсан Тав'є
- Асоційований продюсер — Філіпп Логі
- Лінійний продюсер — Тібо Рубі
- Композитор — Робер М. Лепаж
- Аніматор — Мішель Круза
- Монтаж — Бенжамен Массубр
- Підбір акторів — Селін Ронте

## Нагороди та номінації
| Список нагород та номінацій                             | Список нагород та номінацій | Список нагород та номінацій                                       | Список нагород та номінацій      | Список нагород та номінацій | Список нагород та номінацій |
| Кінофестиваль/Кінопремія                                | Рік                         | Категорія                                                         | Номінант(и)                      | Результат                   | Дж                          |
| ------------------------------------------------------- | --------------------------- | ----------------------------------------------------------------- | -------------------------------- | --------------------------- | --------------------------- |
| Міжнародний кінофестиваль молодої аудиторії «Ale Kino!» | 2017                        | «Золотий познанський козел» за найкращий художній фільм для дітей | Великий злий лис та інші історії | Перемога                    |                             |
| Премія «Люм'єр»                                         | 5.02.2018                   | Найкращий анімаційний фільм                                       | Великий злий лис та інші історії | Перемога                    |                             |
| Премія Сезар                                            | 2.03.2018                   | Найкращий анімаційний фільм                                       | Великий злий лис та інші історії | Перемога                    | [ 6 ]                       |